# Vis (fuerza)
Vis es un término latino que significa «fuerza», utilizada en derecho como sinónimo de fuerza o presión. 
Es comúnmente usada en Derecho Penal al analizar los requisitos para la configuración de un ilícito penal, en la teoría del delito, como asimismo para estudiar el concepto de violencia recogida en tipos penales,  como las amenazas o las agresiones sexuales (abuso sexual y violación).
En el ámbito doctrinal se suele distinguir entre:
- Vis physica: fuerza o presión física, es decir, sobre la corporalidad del sujeto.
- Vis moralis: fuerza o violencia psicológica ejercida sobre un individuo, que coarta su libertad de acción.
- Vis in rebus: fuerza o presión sobre los objetos y bienes. Establecer que en la calificación de la violencia en un determinado tipo delictivo debe considerarse la presión sobre los objetos y bienes del sujeto y no sólo sobre él mismo. Ha ganado en la actualidad respaldo doctrinal y jurisprudencial.

La fuerza o presión puede realizarse por uno o varios sujetos, de forma directa o indirecta; aunque, por lo general, implica una intencionalidad en la conducta del que violenta para conseguir que se cumplan los elementos y fines que persigue.
Se acepta, pues, cualquier tipo de actividad: palabras, gestos, hechos físicos, amenazas, etc. Para la consideración de la misma no es necesaria la ejecución o culminación de los objetivos que se persiguen con esta violencia.
- Datos: Q5396372